# Chevrolet Camaro (première génération)
Cet article concerne la Chevrolet Camaro de première génération. Pour des informations générales sur la Chevrolet Camaro, voir Chevrolet Camaro.
Pour les articles homonymes, voir Chevrolet Camaro (homonymie).

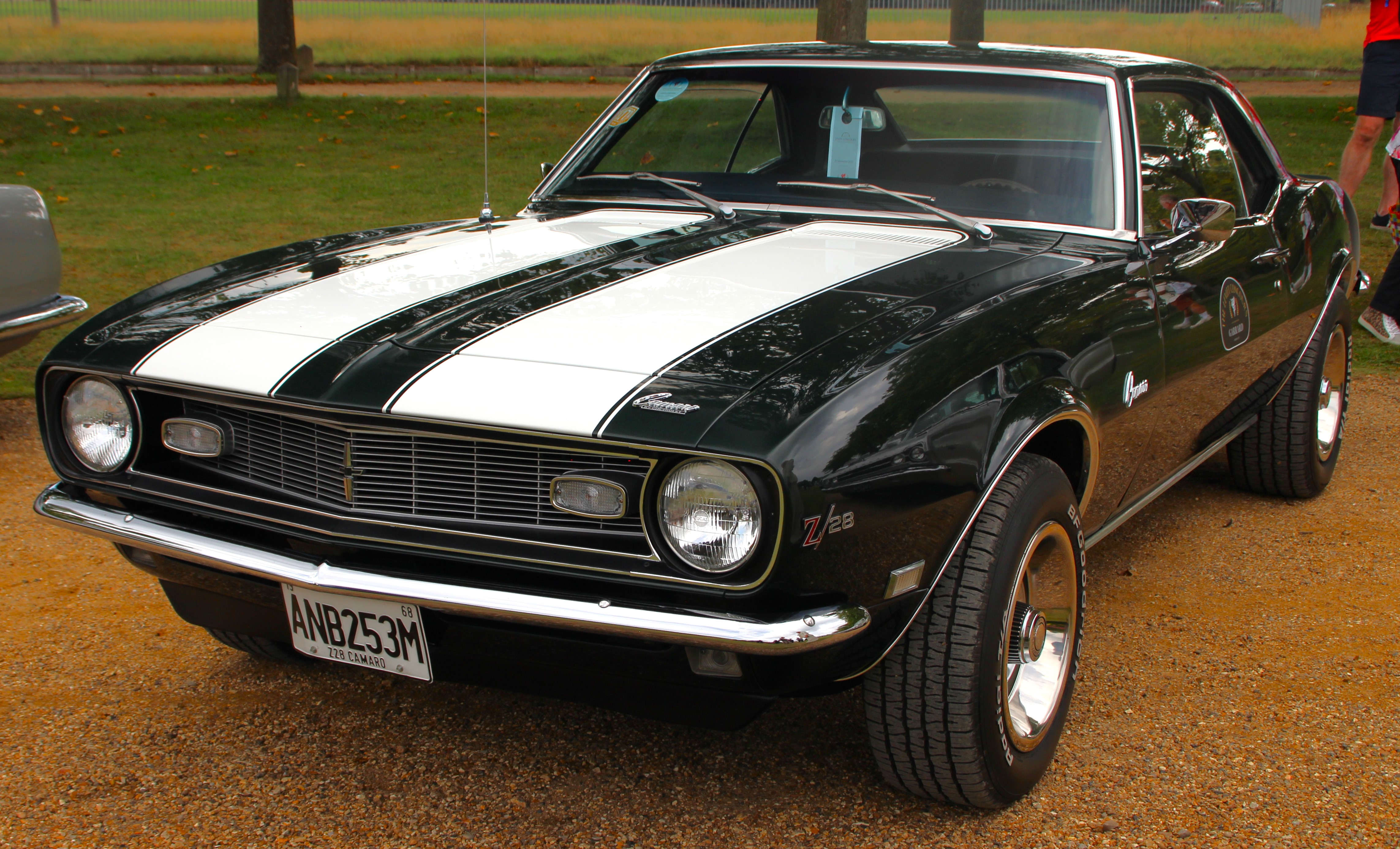
Chevrolet Camaro Z28 de 1968.

La Chevrolet Camaro est une voiture apparue chez les concessionnaires Chevrolet le 29 septembre 1966 pour l'année modèle 1967 sur une toute nouvelle plateforme GM F-body à propulsion. Elle était disponible en version 2 portes, 2 + 2 places, hardtop (sans montant « B » ou montant central) ou cabriolet, avec le choix entre un moteur 6 cylindres en ligne ou V8,. La Camaro de première génération a été construite tout au long de l'année modèle 1969.
Presque toutes les Camaro de 1967 à 1969 ont été construites dans les deux usines de montage américaines de Norwood en Ohio et Van Nuys en Californie. Il y avait également cinq usines d'assemblage non américaines de Camaro dans des pays qui nécessitaient un assemblage et un contenu locaux. Ces usines étaient situées aux Philippines, en Belgique, en Suisse, au Venezuela et au Pérou.

## Options
La transmission standard de la Camaro était soit un moteur 6 cylindres en ligne de 3,8 L développant 142 ch (104 kW) à 4 400 tr/min et un couple de 298 N m à 1 600 tr/min ; ou un V8 de 5,4 L et de 5,0 L (plus tard en 1969), avec une transmission manuelle à trois vitesses de série. Il y avait 8 (en 1967), 10 (en 1968) et 12 (en 1969) moteurs différents disponibles sur les Camaro de 1967-1969. Il y avait plusieurs transmissions facultatives. Une manuelle à quatre vitesses était disponible avec n'importe quel moteur. La transmission automatique à deux vitesses « Powerglide » était disponible pendant trois ans. L'automatique à trois vitesses « Turbo Hydra-Matic 350 » est disponible à partir de 1969. L'automatique en option pour les voitures SS 396 était l'automatique à trois vitesses Turbo 400.
Il y avait de nombreuses autres options disponibles au cours des trois années, y compris trois finitions principales :
- La RS était une finition qui comprenait des phares cachés, des feux arrière révisés avec des feux de recul sous le pare-chocs arrière, un emblème RS et une garniture lumineuse extérieure. Elle était disponible sur tous les modèles.
- La finition de performance SS se composait d'un V8 de 5,7 L ou 6,5 L et de mises à niveau du châssis pour une meilleure maniabilité et pour gérer la puissance supplémentaire. La SS comportait des entrées d'air non fonctionnelles sur le capot, des rayures spéciales et des badges SS.
- La finition de performances Z / 28 a été conçu (avec d'autres modifications) pour disputer la série SCCA Trans-Am. Elle comprenait un V8 de 4,9 L solide, une transmission à 4 vitesses, des freins à disque électriques et deux larges bandes « skunk » sur le capot et le couvercle du coffre.

Le but poursuivi en offrant une si grande variété de finitions et de nombreuses options était de « couvrir » la fin de la Camaro du marché des voitures personnelles avec tout, d'un moteur à six cylindres en ligne d'entrée de gamme à plusieurs moteurs V8 hautes performances.

## 1967
La Camaro de 1967 partage le design du sous-châssis / semi-monocoque avec la Chevy II Nova de 1968. Près de 80 options d'usine et 40 de concessionnaires, dont trois finitions principales, étaient disponibles : la RS, la SS et la Z / 28.
La SS comprenait un moteur 350 de 5,7 L produisant 299 ch (220 kW) à 4 800 tr/min et 515 N m à 3 200 tr/min de couple et des moteurs V8 gros bloc L35 et L78 396 de 6,5 L produisant 380 ch (280 kW) à 5 600 tr/min et 563 N m à 3 600 tr/min de couple étaient disponibles. La SS comportait des entrées d'air non fonctionnelles sur le capot, des rayures spéciales et des insignes SS sur la calandre, les ailes avant, le bouchon de gaz et le bouton du klaxon. Il était possible de commander les options SS et RS, ce qui en faisait une SS / RS. En 1967, une Camaro SS / RS décapotable avec un moteur 396 rythmait l'Indianapolis 500.
Le code d'option Z / 28 a été introduit en décembre 1966 pour l'année modèle 1967. C'est l'idée originale de Vince Piggins, qui est à l'origine de l'idée de vendre des Camaro « virtuellement prêtes pour la course » chez n'importe quel concessionnaire Chevrolet. Cette finition n'était mentionnée dans aucune documentation commerciale, il était donc inconnu de la plupart des acheteurs. L'option Z / 28 nécessitait des freins assistés à disque à l'avant et une transmission manuelle à 4 rapports rapprochés Muncie (la posi-traction était optionnelle). Elle comprenait un V8 de 4,9 L, un vilebrequin à course de 76 mm avec un alésage de 102 mm, un collecteur d'admission en aluminium et un carburateur Holley secondaire à vide à 4 corps. Le moteur a été spécialement conçu pour la course de la série Trans Am (qui nécessitait des moteurs de moins de 5,0 L). La puissance annoncée de ce moteur était de 294 ch (216 kW). C'est un chiffre sous-évalué. Chevrolet souhaitait maintenir la puissance nominale à moins de 45 W/cm3, pour diverses raisons (par exemple, les classes d'assurance et de course). La puissance nominale de 294 ch (216 kW) se produisait à 5 300 tr/min, tandis que le pic réel pour le 302 à haut régime était plus proche de 365 ch (268 kW) (avec le carburateur à quatre corps) et 406 ch (298 kW) (avec le carburateur double quatre corps en option) à 6 800–7 000 tr/min. La Z / 28 est également livré avec une suspension améliorée, des rayures de course sur le capot et le couvercle du coffre, des emblèmes de garde-boue avant « 302 » sur les voitures de 67 et de 68 et des emblèmes « Z / 28 » sur les voitures de fin 68 et de 69. Il était également possible de combiner la finition Z / 28 avec la finition RS.
Seules 602 Z / 28 ont été vendues en 1967, avec environ 100 répliques de pace car d'Indianapolis. Les Z/28 de 1967 et 1968 n'avaient pas l'induction de capot, facultative sur les Z/28 de 1969. La Z/28 de 1967 recevait de l'air d'un filtre à air d'un élément ouvert ou d'un conduit de plénum sur le capot en option fixé à côté du filtre à air qui allait vers le pare-feu et obtenait l'air des évents du capot. Des roues de rallye de 15 pouces étaient incluses avec les Z / 28 tandis que toutes les autres Camaro de 1967-9 avaient des roues de 14 pouces.
L'origine de la plaque signalétique Z / 28 provenait des codes RPO : RPO Z28 était le code de la finition de performances spéciales. RPO Z27 était pour la finition Super Sport.
Les voitures assemblées en Suisse, dans les installations locales de GM à Bienne, étaient toutes des coupés avec le V8 de 4,6 L produisant 198 ch (146 kW) à 4 800 tr/min et 386 N m à 2 400 tr/min - un moteur qui n'était pas disponible dans les Camaro contemporaines construites aux États-Unis. Les Camaro de fabrication suisse n'étaient pas disponibles avec la boîte manuelle à trois vitesses et avaient un blocage de différentiel et des freins à disque avant de série. Certains équipements de sécurité supplémentaires étaient également de série.
| Type  | Quantité produite |
| ----- | ----------------- |
| Base  | 121 051           |
| RS    | 64 842            |
| SS    | 34 411            |
| Z28   | 602               |
| Total | 220 906           |

## 1968
Le style de la Camaro de 1968 était très similaire à celui de 1967. Avec l'introduction de l'Astro Ventilation, un système d'admission d'air frais, les fenêtres de ventilation latérales ont été supprimées. Des feux de position latéraux ont été ajoutés sur les ailes avant et arrière, ce qui était une exigence gouvernementale pour tous les véhicules de 1968. Elle avait également une calandre avant plus pointue et des feux arrière divisés. Les feux de position avant (sur les modèles non RS) sont également passés de circulaires à ovales. Les modèles à gros bloc SS ont reçu des inserts de capot chromés qui imitaient les empilements de vitesse et le panneau de feu arrière noir à faible brillance.
Le montage de l'amortisseur arrière a été décalé pour résoudre les problèmes de saut de roue et les modèles plus performants ont reçu des ressorts arrière à lames multiples au lieu d'unités à lame unique. Un moteur de 6,5 L produisant 355 ch (261 kW) à 5 200 tr/min et un couple de 563 N m à 3 400 tr/min a été ajouté en option pour la SS, et la Z28 est apparue dans les brochures de la Camaro. Le moteur 427 de 7,0 L n'était pas disponible en tant que Regular Production Option (RPO). Plusieurs concessionnaires, tels que Baldwin-Motion, Dana et Yenko, ont offert le 427 en remplacement du moteur de 6,5 L installé en usine par le concessionnaire.
La division de production spéciale de Chevrolet voulait promouvoir la Z28. Ils devaient convaincre le directeur général de Chevrolet, Pete Estes, mais le directeur général ne conduisait que des véhicules décapotables, et la Z / 28 n'a jamais été produite en tant que cabriolet. Un Central Office Production Order (COPO) a été passé pour la seule Camaro Z / 28 cabriolet jamais créée. La voiture a été placée dans le garage exécutif auquel Pete Estes avait accès. Après avoir conduit le véhicule, il a rapidement approuvé la promotion de la Z / 28. Une Z / 28 de 1968 a participé au Championnat britannique de voitures berline de 1971 à Crystal Palace dans une bataille à trois pour la tête, une course qui a ensuite été présentée dans les « 100 plus grands moments sportifs » de la BBC.
| Type  | Quantité produite |
| ----- | ----------------- |
| Base  | 159 087           |
| RS    | 40 977            |
| SS    | 27 884            |
| Z28   | 7 199             |
| Total | 235 147           |

## 1969
La Camaro de 1969 a repris la transmission de l'année précédente et les principaux composants mécaniques, mais la toute nouvelle tôle, à l'exception du capot et du couvercle du coffre, a donné à la voiture un look beaucoup plus sportif. La calandre a été repensée avec un lourd dévers en "V" et des phares profondément encastrés. Les nouveaux habillages de porte, les panneaux de quart arrière et le panneau de valence arrière ont également donné à la voiture un aspect beaucoup plus bas, plus large et plus agressif. Ce style ne servirait que pour l'année modèle 1969.
Pour accroître la compétitivité dans la série de course SCCA Trans-Am, des freins à disque à quatre roues en option avec étriers à quatre pistons ont été mis à disposition au cours de l'année, sous RPO JL8, pour 500,30 $ US[source insuffisante]. Ce système utilisé des composants de la Corvette et a permis une amélioration majeure de la capacité de freinage et a été une clé pour remporter le championnat Trans-Am. L'option était coûteuse et seulement 206 unités ont été produites.
La finition Rally Sport (RS), RPO Z22, comprend une calandre spéciale peinte en noir avec phares et lave-phares dissimulés, des bandes de garde-boue (sauf lorsque des bandes sport ou Z28 Special Performance Package sont spécifiées), des volets de garde-boue arrière simulés, des moulures d'ouverture des roues avant et arrière, seuil de caisse noir, emblèmes RS sur la calandre, le volant et le panneau arrière, plaques signalétiques sur les ailes avant du Rally Sport, feux arrière aux accents brillants, feux de recul sous le pare-chocs arrière ; comprend également des moulures goutte à goutte sur le toit du Sport Coupe. 131,65 $, 37 773 construites. Cette option peut être ajoutée à toute autre option (c'est-à-dire SS ou Z / 28), faisant du modèle une RS / SS ou une RS / Z28.
L'option Z28 était toujours disponible avec le petit bloc de 4,9 L produisant 294 ch (216 kW) à 5 800 tr/min et 393 N m de couple à 4 200 tr/min. Elle était soutenue par un Muncie à quatre vitesses avec un nouveau levier de vitesses Hurst standard pour 69 et connecté à un essieu arrière à 12 boulons avec des vitesses standard de 3,73. Le 302 comprenait une compression de 11:1, des pistons forgés, un vilebrequin et des bielles en acier forgé, un arbre à cames de poussoir solide et une carburation Holley sur un collecteur d'admission à double plan. Un collecteur d'admission croisé à quatre corps double était disponible en option installée par le concessionnaire.
L'année modèle 1969 a été exceptionnellement longue, s'étendant jusqu'en novembre 1969, en raison d'un problème de fabrication qui a retardé l'introduction du modèle de deuxième génération prévu pour 1970. C'est un mythe populaire que les Camaro de la fin de l'année 69 ont été vendus en tant que modèles de 1970 (en raison des photos publicitaires GM de la Camaro de 69 étiquetée comme 1970), mais elles ont toutes reçue des codes VIN de 1969.
| Type  | Quantité produite |
| ----- | ----------------- |
| Base  | 150 078           |
| RS    | 37 773            |
| SS    | 34 932            |
| Z28   | 20 302            |
| Total | 243 085           |

### Les 427 COPO
Un décision commerciale de GM interdit à Chevrolet d'installer des moteurs de plus de 6,6 l dans les modèles moyens et petits. Les demandes des concessionnaires (notamment Don Yenko) qui installaient des moteurs de 7,0 L dans la Camaro ont amené Chevrolet à utiliser un processus de commande habituellement utilisé pour les flottes et les commandes spéciales (taxis, camions, etc.) pour offrir les moteurs 427 dans la Camaro. Deux Central Office Production Order (COPO), numéros 9560 et 9561, ont été offerts au cours de l'année modèle 1969.
La COPO 9561 utilisait le moteur gros bloc L72 à élévateur solide, produisant une puissance brut sous-estimée de 431 ch (317 kW) à 5 600 tr/min et un couple de 624 N m à 4 000 tr/min. Yenko a commandé 201 de ces voitures pour créer la désormais légendaire Camaro Yenko.  D'autres concessionnaires ont également pris connaissance de l'option moteur L72 et l'ont commandé. Environ 1000 Camaro ont été équipés de l'option moteur L72,.
La COPO 9560 utilisait un gros bloc tout en aluminium de 7,0 L appelé ZL-1 et était spécialement conçu pour les courses de dragsters. La version a été conçu par le coureur de dragsters Dick Harrell et commandé via Fred Gibb Chevrolet à La Harpe, IL, avec l'intention d'entrer dans la NHRA Super Stock (courses de dragsters). Au total, 69 Camaro ZL-1 ont été produites. Le moteur à lui seul coûté plus de 4 000 $ US, soit plus que le coût d'un V8 à toit rigide de base. Bien qu'évalué à 436 ch (321 kW) brut à 5 200 tr/min et 610 N m de couple à 4 400 tr/min, la ZL-1 faisait 381 ch (280 kW) de puissance nette "tel qu'installé". Avec des changements d'échappement et quelques réglages, la puissance a bondi à plus de 507 ch (373 kW).
Les moteurs ZL1 ont été assemblés à la main au cours d'un processus qui duré 16 heures chacun, dans une pièce que Zora Arkus-Duntov, ingénieur en chef de la Corvette, a décrit comme «chirurgicalement propre». Tous les moteurs ZL1 ont été fabriqués à l'usine d'assemblage de Tonawanda avant d'être installés dans les Corvette et les Camaro, ou vendus sans ordonnance aux coureurs.
Deux des 69 ZL-1 sont connus pour avoir atterri en Australie, toutes deux appartenant à la légende locale de la course automobile et au détaillant de pneus multimillionnaire Bob Jane, les deux voitures étant peintes dans la couleur de l'équipe de Jane, Sebring Orange. L'une des Camaro a été utilisée par Jane pour les courses de dragsters en Australie (Jane était également propriétaire du Calder Park Raceway (en), la ligne droite principale étant l'une des premières pistes de course de dragsters du pays). Jane a conduit l'autre Camaro pour remporter les championnats australiens de 1971 et 1972 de voitures de tourisme (le précurseur des V8 Supercars d'aujourd'hui), bien qu'en raison de modifications réglementaires limitant les moteurs à une cylindrée maximale de 6 000 cm3, Jane a été obligée de remplacer le moteur 427 par un 350 en 1972. Le vainqueur de l'ATCC, qui détient le record de la voiture avec la plus grande capacité à avoir remporté le championnat depuis ses débuts en 1960. En 2016, Jane possède sa ZL-1 gagnante de l'ATCC qui, après sa vie de voiture de tourisme, a été vendue et utilisée comme une Sport Sedan et une voiture de course avant que Jane ne la rachète et fasse restaurer la voiture à ses spécifications de 1971. Jusqu'à son décès, Jane et la voiture ont continué à apparaître régulièrement lors de grandes réunions historiques, y compris les Masters australiens annuels de muscle car qui ont eu lieu chaque jour de la fête des pères au Sydney Motorsport Park. La voiture fait actuellement l'objet d'un différend concernant la succession de Jane.

## Moteurs de la première génération
Les moteurs de la première génération incluent:
- 1967-1969 : I6 L26 230 (3,8 L) de 142 ch (104 kW)
- 1967-1969 : I6 L22 250 (4,1 L) de 157 ch (116 kW)
- 1967-1969 : V8 Z28 302 (4,9 L) de 294 ch (216 kW)
- 1967-1969 : V8 LF7 327 (5,4 L) de 213 ch (157 kW)
- 1967-1968 : V8 L30 327 (5,4 L) de 279 ch (205 kW)
- 1969 : V8 L14 307 (5,0 L) de 200 ch (149 kW)
- 1969 : V8 LM1 & L65 350 (5,7 L) de 259 ch (190 kW) et 253 ch (186 kW)
- 1967-1969 : V8 L48 SS 350 (5,7 L) de 299 ch (220 kW) (1969 : 304 ch (224 kW))[5]
- 1967-1969 : V8 L35 SS 396 (6,5 L) de 330 ch (242 kW)
- 1968-1969 : V8 L34 SS 396 (6,5 L) de 355 ch (261 kW)
- 1967-1969 : V8 L78 SS 396 (6,5 L) de 380 ch (280 kW)[6]
- 1968-1969 : Option de culasse en aluminium L89 pour le moteur L78 SS 396 / 375 - allège le moteur d'environ 45 kg
- 1969 : V8 COPO 9561/L72 427 (7,0 L) de 431 ch (317 kW)[18],[19]
- 1969 : V8 COPO 9560/ZL-1 427 (7,0 L) de 436 ch (321 kW)[22]